# Latino sine flexione
Vous lisez un « bon article » labellisé en 2020.
Pour les articles homonymes, voir Interlingua.
Le latino sine flexione ([laˈtino ˈsine flekˈsjone], littéralement « latin sans flexions »), aussi appelé interlingua de Peano ou interlingua de l'API (Academia pro Interlingua), et abrégé en LsF ou IL, est une langue auxiliaire internationale inventée en 1903 par le mathématicien italien Giuseppe Peano.
Désireux de faciliter les échanges internationaux en mettant fin au morcellement linguistique qui règne dans les cercles scientifiques et intellectuels du début du XXe siècle, Peano propose de simplifier et de moderniser la langue latine pour lui retirer tous les éléments grammaticaux jugés non nécessaires (déclinaisons, conjugaison) jusqu'à obtenir un latino sine flexione, c'est-à-dire un « latin sans flexions ».
Également appelé interlingua (« langue internationale »), son système réunit des centaines d'adeptes au sein d'une organisation dédiée, l'Academia pro Interlingua, donnant lieu à d'abondantes publications et accédant à une certaine notoriété, notamment dans le monde des mathématiques et des sciences. La mort de Peano en 1932 met néanmoins un coup d'arrêt au projet, qui périclite après la Seconde Guerre mondiale du fait de la montée en puissance de l'anglais sur la scène internationale et de l'apparition en 1952 de l'interlingua de Gode, une langue construite concurrente. L'avènement d'Internet permet toutefois l'émergence d'une nouvelle communauté de locuteurs au début du XXIe siècle.
En partie calquée sur celles de l'anglais et du chinois, la grammaire du latino est principalement analytique et se caractérise par son grand nombre de mots invariables et sa quasi-absence de déclinaisons et de conjugaison. Dérivé du latin selon des règles simples, son vocabulaire se veut le plus international possible, ce qui fait de la langue de Peano une langue a posteriori à tendance schématique. Ce choix d'un vocabulaire latin et d'une grammaire minimaliste, par la suite repris par de nombreux autres projets de langues construites, a été largement commenté, tant de manière approbatrice que critique.

## Historique

### Genèse du projet

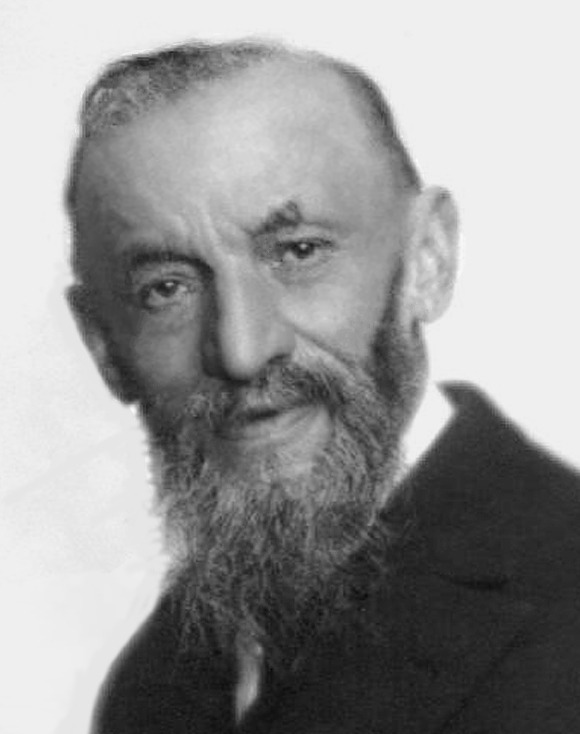
Giuseppe Peano, créateur du latino sine flexione.

Durant la seconde moitié du XIXe siècle, le problème de la communication internationale entre scientifiques et intellectuels gagne en importance par rapport aux périodes précédentes : en effet, la multiplicité des langues utilisées par les savants de l'époque impose d'être polyglotte pour pouvoir échanger à l'international et entraîne des difficultés de communication. Ce contexte conduit à l'émergence de l'idée d'une langue auxiliaire internationale, c'est-à-dire une langue commune qui permettrait aux scientifiques du monde entier de se comprendre et d'échanger quelles que soient leurs origines ou leur langue nationale. Plusieurs projets de langue internationale sont lancés à cette époque, comme le volapük en 1879 ou l'espéranto en 1887, deux des langues les plus connues parmi les 116 systèmes linguistiques proposés entre 1880 et 1914.
En tant que mathématicien reconnu, en particulier pour ses contributions à la logique, Giuseppe Peano participe à plusieurs congrès au cours desquels est discuté, entre autres, le problème de la langue internationale, et où interviennent notamment les mathématiciens Louis Couturat et Léopold Leau. Ceux-ci initient en 1901 la Délégation pour l'adoption d'une langue auxiliaire internationale, chargée d'étudier et de départager les différents systèmes linguistiques proposés jusqu'ici en vue de promouvoir in fine la proposition qui aura été jugée comme meilleure. Dans ce contexte d'effervescence autour des langues internationales, et après avoir reçu début 1903 une lettre incompréhensible d'un correspondant japonais écrite en langue nippone, Peano décide d'apporter lui aussi sa contribution à la question. Il s'inspire alors de la grammaire de la langue chinoise (à laquelle il a été initié par son élève Giovanni Vacca) et de notes de Leibniz sur une possible langue internationale rationnelle dérivée du latin (récemment retrouvées dans ses manuscrits et publiées par Couturat) pour élaborer sa propre proposition : le latino sine flexione, c'est-à-dire le « latin sans flexions ».

### 1903-1908: débuts dulatino sine flexione

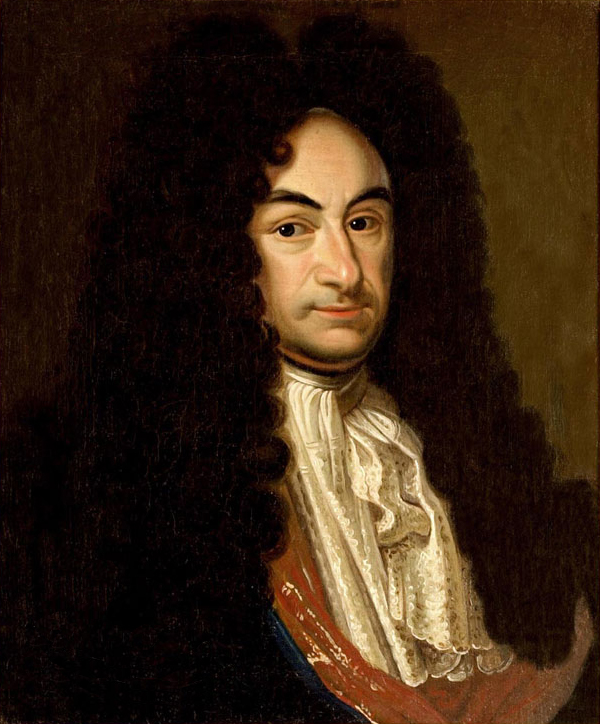
Gottfried Wilhelm Leibniz, source d'inspiration pour Peano et son projet.

Peano présente sa langue le 20 octobre 1903 dans un article intitulé De latino sine flexione, lingua auxiliare internationale (« Le latin sans flexions, langue auxiliaire internationale ») publié dans la Revue de mathématiques,, qu'il a lui-même créée en 1891. La première phrase de cet article est rédigée dans un latin simple, mais classique :
« Lingua latina fuit internationalis in omni scientia, ab imperio Romano, usque ad finem saeculi XVIII. Hodie multi reputant illam nimis difficilem esse, iam in scientia, magis in commercio. Sed non tota lingua latina est necessaria ; parva pars sufficit ad exprimendam quamlibet ideam. »
« La langue latine a été d'usage international dans toutes les sciences, de l'empire romain à la fin du XVIIIe siècle. De nos jours, nombreux sont ceux qui la considèrent comme trop ardue, ne serait-ce qu'en science, et à plus forte raison dans le commerce. Mais toute la langue latine n'est pas nécessaire ; quelques-uns de ses aspects suffisent à exprimer n'importe quelle idée. »
L'article se poursuit par une démonstration, étayée par des citations de Leibniz, de l'inutilité des déclinaisons, du genre grammatical, du nombre et même de la conjugaison, qu'il propose de supprimer. Tout en discutant de ces différents points, il supprime effectivement au fil du texte tous les éléments de la grammaire latine jugés dispensables, de sorte qu'il passe graduellement d'une introduction en latin classique à une conclusion en latin sans flexions, c'est-à-dire en latino sine flexione :
« Articulo, qui praecede, proba quod flexione de nomen et de verbo non es necessario. […] Articulo, qui seque, contine versione litterale de plure propositione Germano et Anglo. Ille proba, quod suppressio de omne flexio non redde discurso magis longo. »
« L'article qui précède montre que l'on peut se passer de flexion pour les noms et les verbes. […] L'article qui suit contient la traduction littérale de plusieurs assertions en allemand et en anglais. Il prouve que la suppression de toutes les flexions n'allonge pas le discours. »

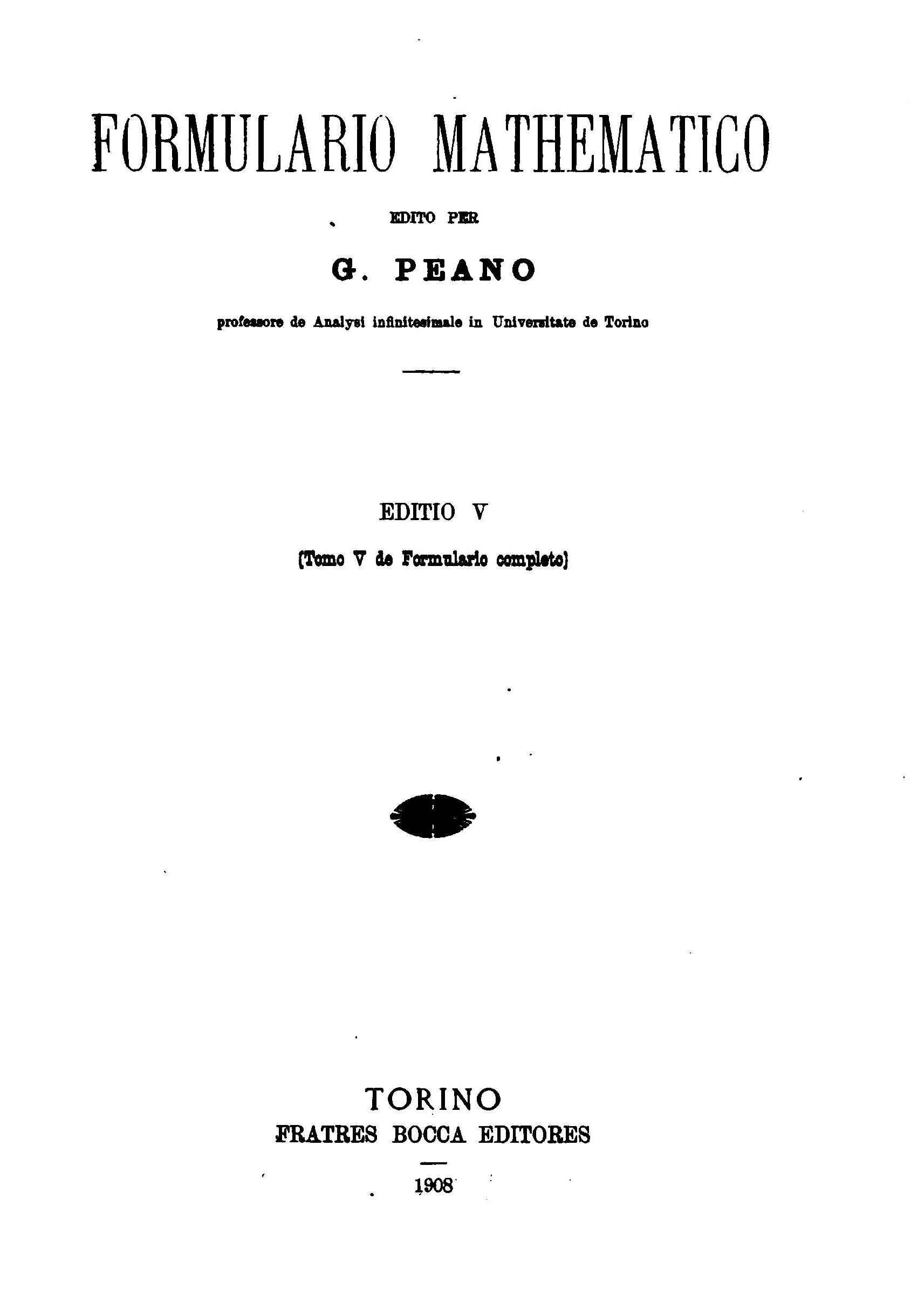
Page de garde du Formulario mathematico de 1908.

Ces considérations grammaticales, suivies d'une brève histoire des langues internationales, précèdent en effet des phrases sur la notion mathématique de « principe de permanence » (principio de permanentia), traduites de l'anglais et de l'allemand au latino sine flexione. Le 3 janvier 1904, Peano donne une lecture de son article à l'Académie des sciences de Turin, et dans les années qui suivent, il commence à publier régulièrement dans sa langue, y compris sur des sujets mathématiques. Pour montrer que le latino sine flexione peut réellement trouver un usage pratique, il publie ainsi en 1908 la cinquième édition du Formulaire de mathématiques, somme monumentale de plus de 4 200 formules et théorèmes donnés avec leurs hypothèses et, pour un grand nombre d'entre eux, leur démonstration, dans cette langue, sous le titre de Formulario mathematico. Bien que l'ouvrage soit peu lu, les mathématiciens étant déroutés par l'étrangeté de sa langue et l'omniprésence dans ses pages de symboles peu usités par ailleurs, il est malgré tout considéré comme un classique de la littérature mathématique, et Peano y fera souvent référence dans ses écrits.

### 1908-1910: lancement de l'Academia pro Interlingua

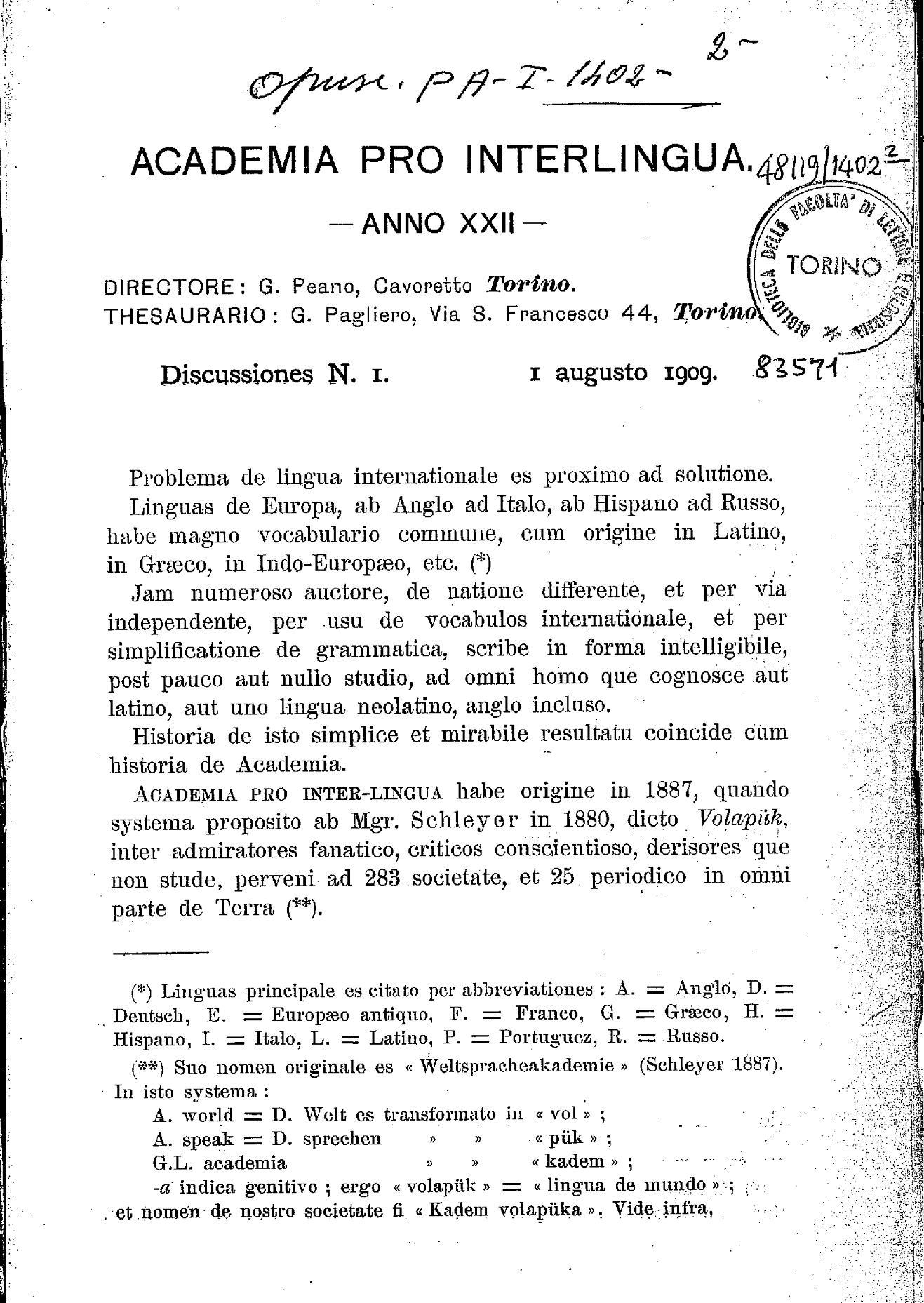
Première page des Discussiones de l'Academia pro Interlingua, 1909.

En 1907, Peano assiste à une réunion de la Délégation pour l'adoption d'une langue auxiliaire internationale, menée par son ami Louis Couturat : constatant que ses membres ont de grandes difficultés à trouver un consensus sur la langue à adopter (qui sera finalement l'ido), il met ces difficultés sur le compte du dogmatisme propagandiste qui y prévaut selon lui, et se convainc de la nécessité pour toute langue internationale d'évoluer librement par la coopération scientifique. Pour ce faire, il décide de fonder sur les ruines de l'Académie de volapük — fondée en 1887 pour promouvoir la langue de Schleyer avant d'adopter en 1898 l'idiom neutral de Waldemar Rosenberger et d'être rebaptisée « Académie internationale de langue universelle » (Akademi internasional de lingu universal) — une nouvelle institution dédiée à l'application de ces principes : il se présente donc à la direction de l'Académie et, élu à l'unanimité, la rebaptise l'année suivante Academia pro Interlingua (« Académie de langue internationale »).
Au sein de cette académie, Peano laisse la liberté à ses membres d'utiliser la forme de langue internationale qu'ils préfèrent : pour sa part, il emploie dans les circulaires qu'il publie en son nom et en celui de toute l'académie son latino sine flexione. Les discussions de l'académie sont consacrées, entre autres, à l'élaboration d'un vocabulaire international à partir de la comparaison entre différentes langues, afin de déterminer « quelle forme est la plus internationale pour exprimer une idée donnée » : ceci donne lieu à un vocabulaire de 87 pages en 1909 (qui sera suivi d'un second de 352 pages en 1915). De cette manière, l'Academia pro Interlingua donne progressivement naissance à une forme internationalisée de latino sine flexione appelée interlingua, utilisée par la plupart des membres de l'académie.

### 1910-1932: propagation dulatino sine flexione

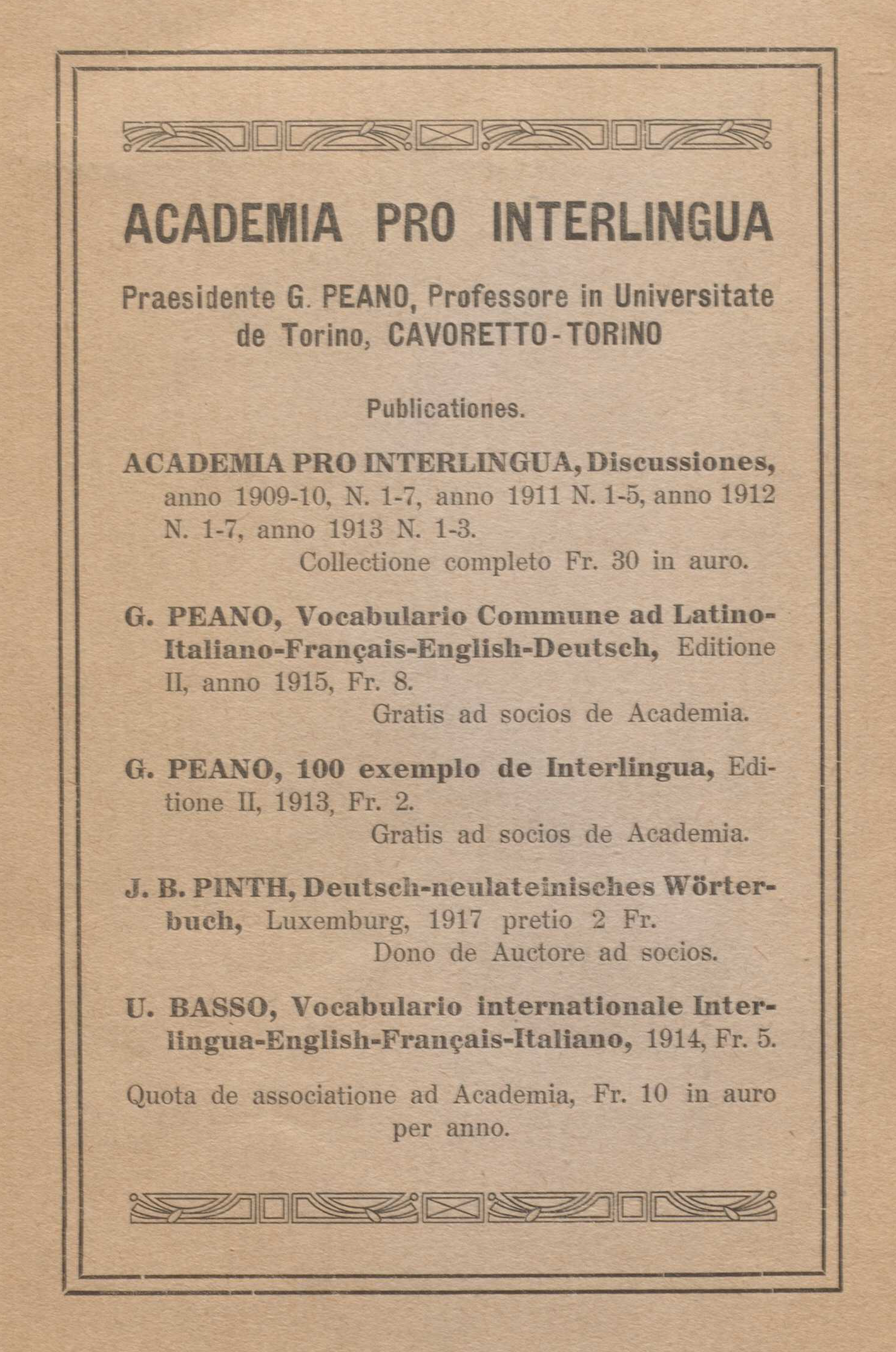
Encart explicatif de l'Academia pro Interlingua dans une brochure de 1921.

Durant les années suivantes, Peano s'attache à propager sa langue à travers diverses publications, dont les Discussiones (« Discussions ») de l'Academia pro Interlingua, qui ne compte pas moins de 100 membres en 1911. Invité à s'exprimer au cinquième Congrès international des mathématiciens, à Cambridge, il y tente, sans succès, d'effectuer son intervention en interlingua en la faisant passer pour de l'italien (les seules langues normalement autorisées étant l'anglais, l'allemand, l'italien et le français). Malgré cette déconvenue, il continue de faire vivre le latino à travers des publications comme la Revista Universale (« Revue universelle »), publiée dans cette langue par l'éditeur et interlinguiste Ugo Basso de Vintimille. En 1915, il fait aussi publier le Vocabulario commune ad latino-italiano-français-english-deutsch, un important dictionnaire d'interlingua référençant quelque 14 000 entrées. L'entrée en guerre de l'Italie le contraint cependant à suspendre les activités de l'Academia pro interlingua, ce qui ne l'empêche pas de continuer à défendre sa langue en soutenant notamment que l'absence de langue internationale est l'une des causes du conflit. Il faut toutefois attendre 1921 pour que Peano recommence à utiliser son interlingua, et 1922 pour que l'Academia se reforme.

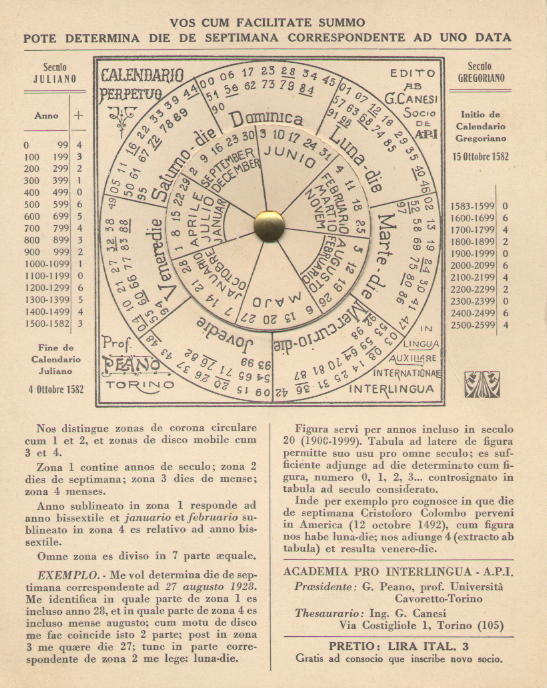
Calendrier perpétuel en latino sine flexione édité par l'Academia pro Interlingua en 1929.

Dès lors, le développement du latino sine flexione reprend. En 1924, au Congrès international des mathématiciens de Toronto, Peano est autorisé à s'exprimer dans cette langue et son public, majoritairement anglophone, déclare comprendre son intervention. Tissant des liens avec l'Amérique, notamment avec l'International Auxiliary Language Association (IALA) — une association fondée en 1924 par Alice Vanderbilt Morris (par ailleurs membre de l'Academia) et son époux Dave (en) pour promouvoir la réflexion sur la question de la langue internationale —, Peano peut compter sur le soutien de quelque 300 membres issus du monde entier, dont la femme politique britannique Sylvia Pankhurst, le mathématicien polonais Samuel Dickstein, le linguiste danois Otto Jespersen ou encore le mathématicien américain David Eugene Smith. Dans ses cours de mathématiques à l'université de Turin, Peano s'exprime désormais en latino, ce qui embarrasse les responsables de l'institution. Pour le mettre à l'écart tout en le ménageant, ils lui créent sur mesure un cours de mathématiques complémentaires : le mathématicien est si satisfait de cette solution qu'il accepte de revenir à l'italien lors de ses interventions. La popularité de sa langue croît malgré tout, et, en 1928, le latino sine flexione est l'une des quatre langues officielles du Congrès international des mathématiciens de Bologne, avec le français, l'anglais et l'allemand. Outre sa revue Schola et Vita (« L'École et la Vie »), fondée en 1926 par l'éditeur et interlinguiste Nicola Mastropaolo avant de devenir son organe officiel deux ans plus tard, l'Academia publie aussi des cartes postales et même un calendrier perpétuel en interlingua.

### Après 1932: mort de Peano et déclin du mouvement

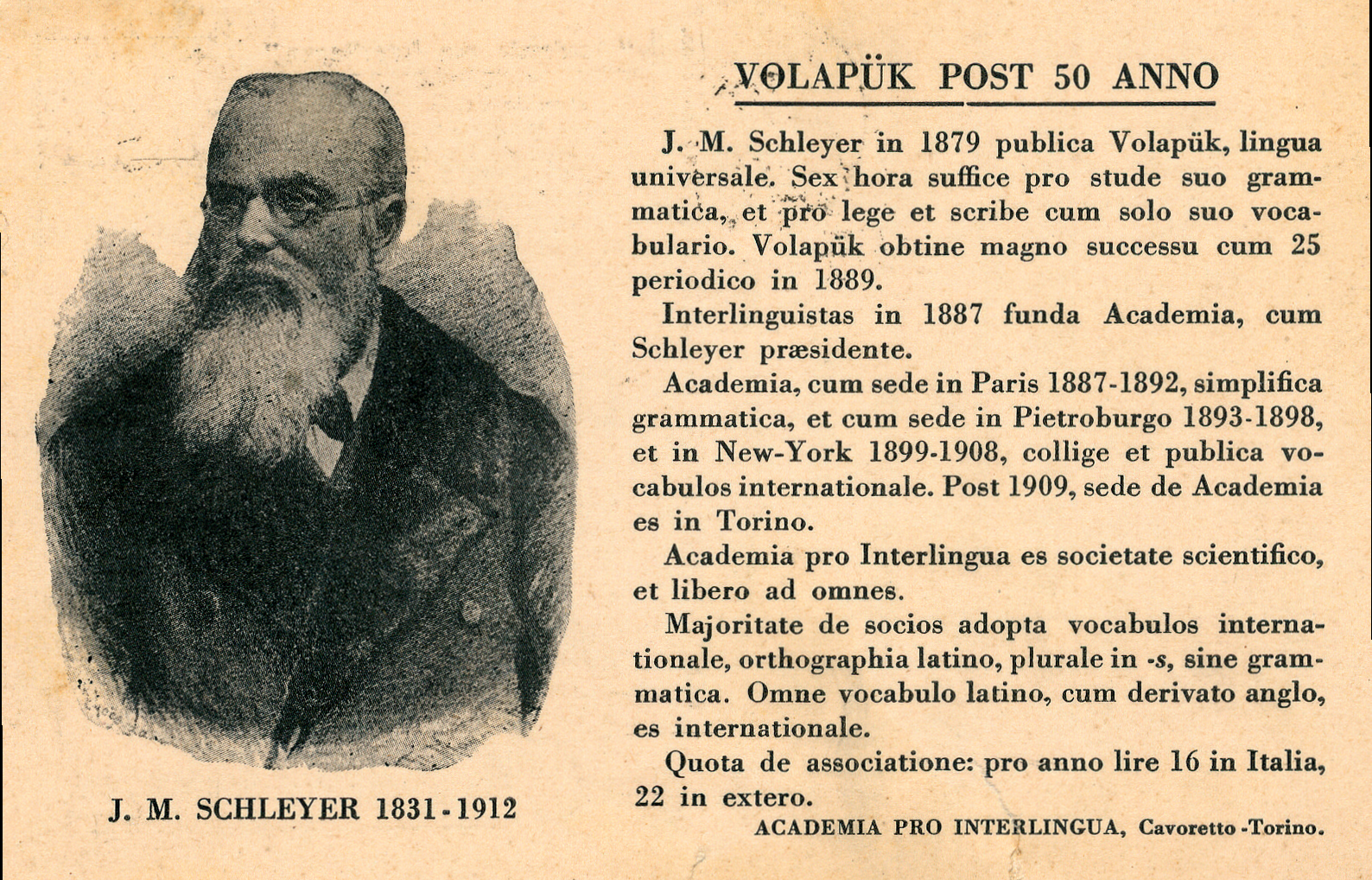
Carte postale de l'Academia pro Interlingua célébrant le cinquantième anniversaire de la création du volapük, 1929.

Peano succombe brutalement le 20 avril 1932 de complications liées à une angine de poitrine. Après sa mort, le trésorier de l'Academia pro Interlingua, le mathématicien Gaetano Canesi, reprend la tête de l'organisation, mais l'élan du latino est brisé par la disparition du meneur du projet, qui y apportait son charisme et sa réputation scientifique. Des difficultés financières contraignent ainsi Canesi à vendre à l'université de Milan (alors dirigée par son confrère Ugo Cassina, un autre collaborateur de l'Academia) une partie des archives de Peano pour pouvoir éditer la revue Schola et Vita. En 1939, sept ans après la disparition de Peano, l'organisation, comme toutes les associations italiennes ayant des liens avec l'étranger, est dissoute par le gouvernement fasciste de Benito Mussolini : malgré une tentative de revivification par les anciens membres Ugo Cassina et Henk Bijlsma en 1949, l'Academia ne se reformera jamais réellement.

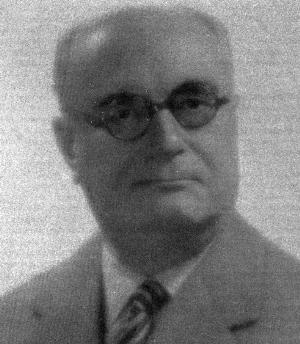
Ugo Cassina, dernier directeur de l'Academia pro Interlingua.

En 1951, Alexander Gode de l'IALA publie sa propre langue internationale : fondée, non sur le latin, mais sur les langues romanes actuelles, elle reprend le nom d'interlingua, et récupère sans doute les derniers locuteurs originels du latino sine flexione. L'avènement de ce nouveau projet, qui revendique lui aussi son statut de « latin moderne », marque le coup de grâce de la langue de Peano : l'Academia pro Interlingua, qui n'avait jamais retrouvé de second souffle, cesse officiellement toute activité en 1954. Son dernier directeur, Ugo Cassina, décrira par la suite l'utilisation du terme interlingua par Gode comme « uno specie de latrocinio de nomine », « une sorte de vol de nom » : en effet, bien que Cassina ait auparavant autorisé l'IALA à récupérer cette appellation alors que le nouveau projet n'avait pas encore été dévoilé, il a le sentiment que cette récupération constitue une spoliation de l'héritage de Peano et des apports de l'Academia au profit de Gode. Pour sa part, Cassina continuera de défendre le latino sine flexione durant le reste de sa vie, jusqu'à sa mort en 1964.

### Lelatino sine flexioneaujourd'hui
La langue de Peano est peu usitée durant la seconde moitié du XXe siècle. Utilisée comme porte d'entrée vers l'étude du latin classique dans certaines écoles, elle souffre de la concurrence de l'interlingua de Gode, et surtout, comme les autres langues auxiliaires internationales, de la montée en puissance de l'anglais, qui rend inutile toute langue artificielle à vocation internationale.
Le latino sine flexione connaît toutefois un regain d'intérêt avec l'avènement d'Internet, à la fin des années 1990 et au début des années 2000,. Ainsi, un premier groupe Yahoo! apparaît en 2002 pour lui insuffler une nouvelle vie sous le nom d'europeano. Malgré la mort en 2007 du dernier collaborateur de Peano à avoir participé au projet, Denis Silagi, un pic de popularité est observé en 2008, lors du cent-cinquantième anniversaire de la naissance de Peano. Utilisé à des fins artistiques en 2016 par le dramaturge napolitain Mimmo Borrelli (it) dans sa pièce de théâtre Sanghenapule : vita straordinaria di San Gennaro, il est également défendu comme langue commune de l'Union européenne par certains milieux fédéralistes européens.

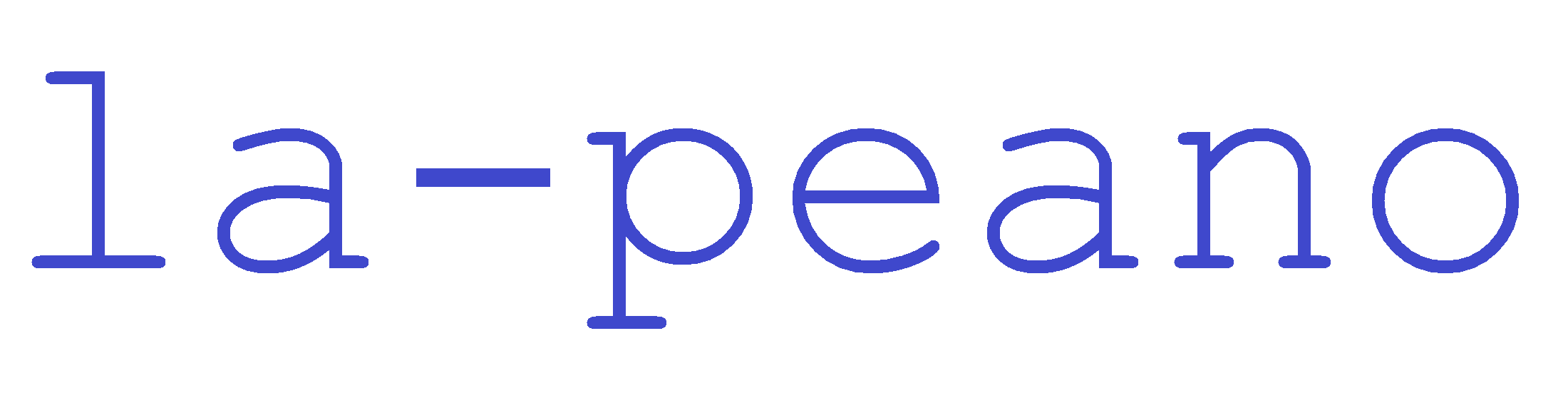
Identifiant la-peano, code IETF du latino sine flexione.

Malgré cela, la Société internationale de linguistique (SIL) rejette en 2017 la demande de code ISO 639-3 qui lui a été soumise pour la langue de Peano, arguant qu'elle « ne semble pas avoir été utilisée dans des domaines variés, ni pour la communication au sein d'une communauté incluant des membres de tous âges ». Ceci n'empêche pas une nouvelle communauté, active notamment sur Reddit, de reprendre sa revivification en 2018, traduisant notamment des fables d'Ésope,. En mars 2020, le latino sine flexione, considéré comme une variante du latin, reçoit par ailleurs le code IETF la-peano.

## Écriture et prononciation
Le latino sine flexione s'écrit au moyen de l'alphabet latin et admet deux prononciations différentes : une prononciation inspirée de celle du latin classique, dont Peano indique en 1915 qu'elle a la faveur de la plupart des interlinguistes, et une prononciation plus moderne rappelant celle du latin ecclésiastique et de l'italien, privilégiée par un certain nombre de locuteurs pour sa plus grande internationalité.
| Majuscules                  | A   | B   | C         | D   | E   | F   | G         | H      | I        | J   | K   | L   | M   | N   | O   | P   | Q   | R   | S        | T   | U        | V   | W   | X    | Y        | Z   |
| Minuscules                  | a   | b   | c         | d   | e   | f   | g         | h      | i        | j   | k   | l   | m   | n   | o   | p   | q   | r   | s        | t   | u        | v   | w   | x    | y        | z   |
| Prononciation à l'antique   | [a] | [b] | [k]       | [d] | [e] | [f] | [g]       | [h]    | [i], [j] | [j] | [k] | [l] | [m] | [n] | [o] | [p] | [k] | [r] | [s]      | [t] | [u], [w] | [w] | [w] | [ks] | [y]      | [z] |
| Prononciation à l'italienne | [a] | [b] | [k], [t͡ʃ] | [d] | [e] | [f] | [g], [d͡ʒ] | [h], - | [i], [j] | [j] | [k] | [l] | [m] | [n] | [o] | [p] | [k] | [r] | [s], [z] | [t] | [u], [w] | [v] | [w] | [ks] | [y], [i] | [z] |

### Prononciation à l'antique
Spécificités de la prononciation à l'antique :
- la lettre C est prononcée [k] en toutes positions ;
- la lettre G est prononcée [g] en toutes positions ;
- la lettre H est prononcée [h] ;
- la lettre S est prononcée [s] en toutes positions ;
- la lettre V est prononcée [w] ;
- la lettre Y est prononcée [y] ;
- les digrammes AE et OE, qui peuvent être ligaturés en Æ et Œ, se prononcent [ae̯] et [oe̯] (en 1903, Peano envisageait toutefois de les prononcer [ɛ] et [œ][60]) ;
- les digrammes CH, PH et TH, issus des lettres khi, phi et thêta du grec ancien, sont prononcés en accord avec leur valeur dans cette langue, à savoir les consonnes aspirées [kʰ], [pʰ] et [tʰ] (ils peuvent aussi être affectés des valeurs respectives des lettres khi, phi et thêta en grec hellénistique, à savoir [x], [ɸ] et [θ], tandis que le digramme RH peut être prononcé comme le R français [ʁ][60]) ;
- le digramme SC se prononce [sk] ;
- le digramme TI est prononcé [ti] en toutes positions.

### Prononciation à l'italienne
Spécificités de la prononciation à l'italienne, :
- la lettre C est prononcée [k] devant A, O, U et les consonnes, et [t͡ʃ] (voire [t͡s] ou [s]) devant AE, E, I, OE et Y ;
- la lettre G est prononcée [ɡ] devant A, O, U et les consonnes, et [d͡ʒ] devant AE, E, I, OE et Y ;
- la lettre H peut être muette ;
- la lettre S peut être prononcée [z] entre deux voyelles ;
- la lettre V est prononcée [v] ;
- la lettre Y peut être prononcée [i] ;
- les digrammes AE et OE, qui peuvent non seulement être ligaturés en Æ et Œ mais aussi simplifiés en E, se prononcent [e] ;
- les digrammes CH, PH et TH sont normalement prononcés [k], [pʰ] et [θ], mais ces deux derniers sons peuvent être simplifiés en [f] et [t][Note 3] ;
- le digramme GN peut se prononcer [ɲɲ] ;
- le digramme SC se prononce [ʃ] devant AE, E, I, OE et Y ;
- le digramme TI peut se prononcer [t͡sj] devant une voyelle, sauf s'il est précédé de S, X ou T et dans quelques autres exceptions (tiara).

### Accentuation tonique
L'accentuation tonique d'un mot est la même que celle du mot latin dont il est dérivé : les monosyllabes ne portent généralement pas d'accent, les mots de deux syllabes sont accentués sur l'avant-dernière syllabe du mot latin initial et les mots de trois syllabes ou plus sont accentués sur l'avant-dernière syllabe du mot latin initial si celle-ci est longue, ou sur l'antépénultième syllabe dans le cas contraire.
Peano signale un usage minoritaire consistant à accentuer systématiquement l'avant-dernière syllabe des mots (ou la voyelle qui précède la dernière consonne des mots de plus de trois syllabes, le -s du pluriel étant exclu).
L'accentuation tonique n'est généralement pas indiquée à l'écrit, sauf dans les terminaisons -rà et -rè du futur et du conditionnel (cf. infra).

## Grammaire

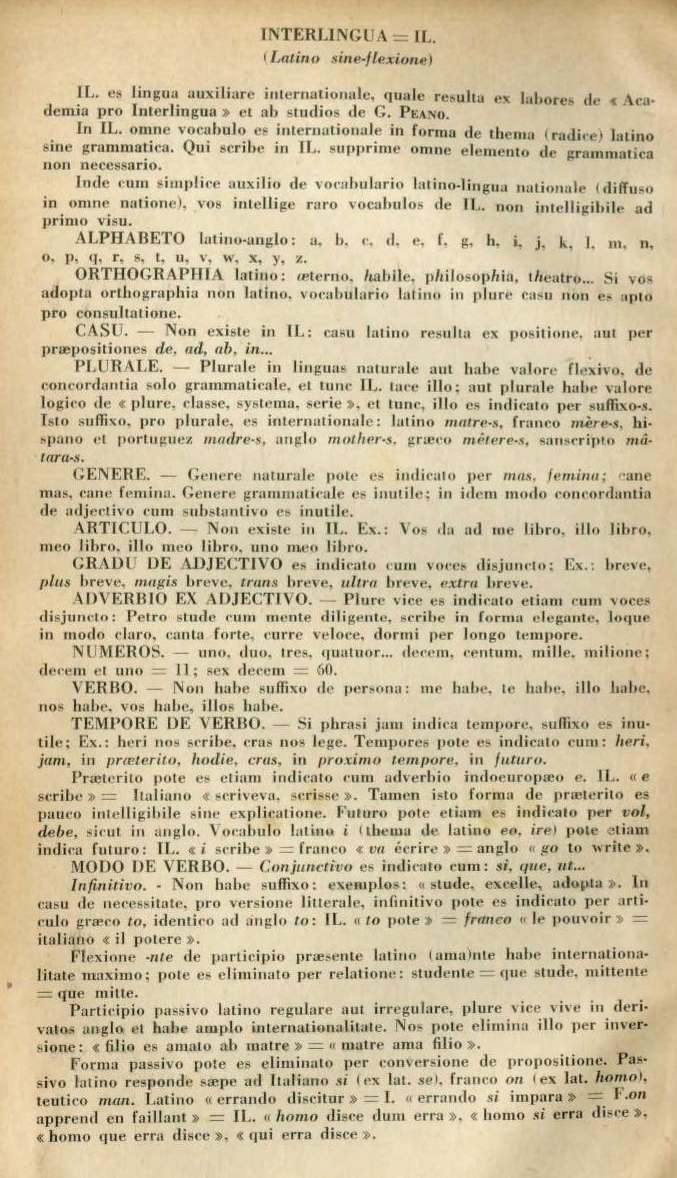
Résumé en une page des principaux aspects grammaticaux du latino sine flexione dans un ouvrage de l'Academia pro Interlingua, 1928.

Le latino sine flexione est une langue SVO et principalement isolante (absence de déclinaisons et de conjugaisons) même si certains auteurs utilisent des terminaisons pour spécifier le temps des verbes (cf. infra).

### Noms
Les noms sont variables uniquement en nombre. La marque du pluriel est -s : le pluriel d'ovo (« œuf ») est ovos, celui de tempore (« temps ») est tempores. Toutefois, cette marque peut être supprimée lorsque cela ne crée aucune ambiguïté : duo oculo (« deux yeux »), tres die (« trois jours »). Elle peut également être omise après omni (« tous ») ou dans les propositions à valeur générale : par exemple, la phrase latine fortes fortuna adjuvat (« la fortune aide les forts », qui correspond au proverbe français « la fortune sourit aux audacieux ») se traduit en IL par fortuna juva forte (littéralement « la fortune aide le fort »).
Il n'existe pas de genre grammatical défini en latino sine flexione. Pour indiquer le sexe, les adjectifs mas (ou masculo) et femina sont utilisés : cane mas et cane femina signifient ainsi respectivement « chien » et « chienne ». Toutefois, certaines paires masculin/féminin qui se retrouvent internationalement sont conservées : patre, matre (« père », « mère ») ; fratre, sorore (« frère », « sœur ») ; actore, actrice (« acteur », « actrice ») ; propheta, prophetissa (« prophète », « prophétesse ») ; etc.. Par ailleurs, pour des raisons euphoniques, il est possible de remplacer par -a la terminaison -o d'un adjectif, participe ou pronom se rapportant à un nom dans deux cas : le nom désigne un être de sexe féminin ; ou le nom se termine par les terminaisons -a, -i, -ione, -tate, -tute, -tudine tout en ne désignant pas un être de sexe masculin, et avec quelques exceptions (septentrione, papilione).

### Déterminants
Les articles défini illo (« le », « la », « les ») et indéfini uno (« un », « une », « des ») existent en latino sine flexione, mais ne sont employés qu'en cas d'absolue nécessité. Ainsi, la phrase de la première épître de Jean « c'est lui qui est le Dieu véritable et la vie éternelle » (en latin : « hic est verus Deus, et vita aeterna »), qui pourrait en principe se traduire en latino sine flexione par « hic es illo vero Deo et illa eterna vita », est plutôt rendue par « hic es vero Deo et eterna vita », sans article.
Le latino sine flexione possède plusieurs adjectifs démonstratifs : isto, illo, hoc et ce. Les principaux adjectifs indéfinis sont nullo (« aucun »), ullo (« quelque », « un quelconque »), aliquo (« certains », « quelques ») et omni ou omne (« tous », « tout »), tandis que les adjectifs possessifs sont meo (« mon », « ma », « mes »), tuo (« ton », « ta », « tes »), suo (« son », « sa », « ses » ou « leur », « leurs »), nostro (« notre », « nos ») et vostro ou vestro (« votre », « vos »). Ils peuvent être combinés pour nuancer le sens d'une phrase, comme dans l'exemple suivant :
- Da ad me libro : donne-moi le livre ;
- Da ad me uno libro : donne-moi un livre ;
- Da ad me illo libro : donne-moi ce livre ;
- Da ad me meo libro : donne-moi mon livre ;
- Da ad me uno meo libro : donne-moi l'un de mes livres ;
- Da ad me illo meo libro : donne-moi ce livre, qui m'appartient (« ce mien livre »).

Les premiers adjectifs cardinaux sont uno (« un »), duo (« deux »), tres (« trois »), quatuor (« quatre »), quinque (« cinq »), sex (« six »), septem (« sept »), octo (« huit »), novem (« neuf ») et decem (« dix »). Les ordinaux correspondants sont primo, secundo, tertio, quarto, quinto, sexto, septimo, octavo, nono et decimo. Au-delà, et jusqu'à cent, on forme les adjectifs numéraux en joignant au numéral correspondant à la dizaine celui correspondant à l'unité, éventuellement séparés par la conjonction et s'il s'agit de cardinaux : on a ainsi decem et uno ou decem uno (« onze » ; ordinal correspondant : decimo primo), decem et duo ou decem duo (« douze » ; ordinal correspondant : decimo secundo), etc. Les cardinaux correspondant aux dizaines sont viginti ou viginta (« 20 »), triginta (« 30 »), quadraginta (« 40 »), quinquaginta (« 50 »), sexaginta (« 60 »), septuaginta (« 70 »), octoginta (« 80 ») et nonaginta (« 90 »), dont les équivalents ordinaux sont formés en remplaçant la terminaison -ginta par -gesimo (vigesimo, trigesimo, quadragesimo…). « Cent » se traduit par centum (ordinal correspondant : centesimo), « mille » par mille (ordinal correspondant : millesimo) et « million » par millione (ordinal correspondant : millionesimo).
Pour former des ordinaux complexes, il est possible, au lieu d'accoler directement les ordinaux correspondant à chaque puissance de dix, de n'exprimer en ordinal que le dernier chiffre, laissant le reste en cardinal : ainsi « 345e » est-il rendu par tres cento quadraginta quinto.

### Pronoms
Le latino sine flexione utilise les pronoms personnels me (« je, moi »), te (« tu, toi »), illo (« il, elle, lui »), nos (« nous »), vos (« vous ») et illos (« ils, elles, eux »). Il est possible d'y ajouter id (« ça »), qui désigne un objet inanimé, de la même manière que le it anglais. À l'exception du pronom réfléchi se, les pronoms personnels sujets sont identiques aux pronoms personnels compléments, lesquels sont éventuellement précédés d'une proposition (da ad me libro, « donne-moi le livre »).
Les pronoms relatifs sont quod ou que, qui désignent un objet inanimé, et qui, qui désigne une personne. Malgré l'esprit général anti-flexionnel de la langue de Peano, ils possèdent une forme déclinée (à l'accusatif), quem (équivalente à l'anglais whom ou which). Ainsi a-t-on : « Luna, que illumina Terra et quem illumina Sol, rota circum Terra in uno mense » (« la Lune, qui éclaire la Terre et qu'éclaire le Soleil, tourne autour de la Terre en un mois »). Otto Jespersen observe cependant que l'usage de ces formes varie grandement selon les locuteurs : ainsi, certains utilisent uniquement les pronoms relatifs que et qui, d'autres quod et qui, et d'autres simplement que.
Les pronoms possessifs et démonstratifs sont identiques aux déterminants correspondants (meo, tuo, isto…), et les pronoms interrogatifs sont identiques aux relatifs (qui et que). Les pronoms indéfinis sont, de la même manière, globalement identiques aux déterminants indéfinis, à l'exception du pronom « on », traduit par homo ou nos. La citation de Cicéron « amici probantur rebus adversis » (« c'est dans l'adversité que l'on éprouve ses amis ») peut ainsi se traduire en latino sine flexione par « Nos proba amico in adversitate » ou « Homo proba amico in adversitate ».

### Verbes
Contrairement au latin, les verbes sont variables uniquement en temps, et non en personne. La personne est donc systématiquement indiquée par un nom ou un pronom, sans modification du verbe lui-même : me lege, te lege, illo lege, nos lege, vos lege, illos lege (« je lis, tu lis, il/elle lit, nous lisons, vous lisez, ils/elles lisent »).
La forme infinitive du verbe se caractérise par la terminaison -re. Le présent (de l'indicatif comme de l'impératif) est formé en retirant à la forme infinitive cette terminaison : ainsi amare (« aimer ») donne-t-il ama ; habere (« avoir »), habe ; scribere (« écrire »), scribe ; audire (« entendre »), audi ; ire (« aller »), i ; ferre (« porter »), fer, etc., à quelques exceptions près : essere (« être ») donne es ; dicere (« dire »), dic (ou dice) ; facere (« faire »), fac, volere (« vouloir »), vol…. Cette forme présente n'a pas seulement valeur d'énonciation, d'habitude ou de vérité générale, comme c'est essentiellement le cas en français : selon le contexte, elle peut aussi exprimer le passé ou le futur. Ainsi a-t-on par exemple : « heri me es in Roma ; hodie nos es in Paris ; cras vos es in London » (« hier, j'étais à Rome ; aujourd'hui, nous sommes à Paris ; demain, vous serez à Londres »). Ici, la présence des adverbes heri (« hier »), hodie (« aujourd'hui ») et cras (« demain ») suffit à exprimer le temps sans que le verbe lui-même ne soit modifié (il reste, grammaticalement, au présent).
Lorsque le contexte ne suffit pas, le passé peut être exprimé par l'ajout avant le verbe de jam (« déjà »), tum (« à ce moment-là »), in praeterito (« par le passé »), ou simplement de la particule e : « j'ai aimé » peut donc se traduire par me jam ama, me tum ama ou encore me e ama. Le futur peut de même être formé par l'ajout avant le verbe de post (« après »), de in futuro (« dans le futur ») ou d'auxiliaires comme volere (« vouloir »), debere (« devoir »), habere ad (« avoir à ») ire ou vadere ad (« aller à »), voire de la simple particule i : « je vais écrire » correspond à me vol scribe, me debe scribe, me habe ad scribe, me vade ad scribe, me i ad scribe ou encore me i scribe.
Parallèlement à ce système, des nuances grammaticales plus subtiles peuvent, comme en français, être exprimées par des modifications du verbe lui-même. Un certain nombre d'entre elles impliquent ainsi le remplacement de la désinence -re de l'infinitif par une terminaison spécifique : -ba pour l'imparfait, (me legeba, « je lisais »), -vi pour le prétérit (me audivi, « j'entendis », cet usage étant toutefois marginal), -rà pour le futur (me legerà, « je lirai »), -rè pour le conditionnel (me scriberè, « j'écrirais »), -nte pour le participe présent, (pretendente, « prétendant »), -ndo pour le gérondif, (amando, « en aimant »). Le participe passé, quant à lui, se forme en ajoutant à la forme présente le suffixe -to (amato, « aimé ») ; des formes irrégulières, comme scripto (« écrit ») ou lecto (« lu »), cohabitent avec les formes régulières. Il permet, par association avec l'auxiliaire habere (« avoir ») conjugué, de former des temps composés : me habe amato (« j'ai aimé »), me habeba amato (« j'avais aimé »). Par association avec l'auxiliaire essere (« être ») conjugué, il forme le passif (dont il est toutefois possible de se dispenser en inversant l'ordre de la phrase) : me es amato (« je suis aimé »). Enfin, pour exprimer l'aspect progressif (« être en train de »), c'est le participe présent qui est associé à l'auxiliaire essere (« être ») conjugué : me es scribente (« je suis en train d'écrire »), me esseba scribente (« j'étais en train d'écrire »).

### Adjectifs
L'accord en genre et en nombre de l'adjectif qualificatif avec le nom qu'il qualifie n'est pas nécessaire en latino sine flexione : on trouve ainsi grammatica minimo (« une grammaire minimale »), linguas naturale (« les langues naturelles ») ou nationes singulo (« les seules nations »).
Les degrés de comparaison de l'adjectif s'expriment, comme en français, à travers la syntaxe (et non par flexion de l'adjectif, comme en latin ou — partiellement — en anglais) :
- Comparatif[63]
  - Égalité : tam… quam (« aussi… que »). Exemple : illo es tam habile quam te (« il est aussi habile que toi »).
  - Supériorité : magis… quam ou plus… quam (« plus… que »). Exemple : illo es magis habile quam te (« il est plus habile que toi »).
  - Infériorité : minus… quam (« moins que »). Exemple : Turre es plus alto quam domo, et minus alto quam monte (« La tour est plus haute que la maison, et moins haute que la montagne »)[66].
- Superlatif
  - Absolu :
    - Supériorité : maximo[76] ou maxim… de (« le plus… de »)[63]. Exemple : maximo breve (« le plus court »)[76].
    - Infériorité : minimo[76] ou minim… de (« le moins… de »)[63]. Exemple : minimo breve (« le moins court »)[76].

  - Relatif :
    - Supériorité : multo, trans (cf. français « très »), extra, ultra[69] ou vere (cf. anglais very)[66]. Exemples : multo breve, trans breve, extra breve, ultra breve (« très bref »)[69].

Trois adjectifs peuvent former leur comparatif et leur superlatif de manière irrégulière : bono (« bon » ou « bien » ; comparatif meliore, superlatif optimo), malo (« mauvais » ou « mal » ; comparatif pejore, superlatif pessimo) et parvo (« petit » ; comparatif minore, superlatif minimo).

### Adverbes
Les adverbes peuvent être formés à partir des adjectifs de diverses façons. Peano préconise d'utiliser des périphrases comme cum mente ou in modo, ou d'utiliser simplement l'adjectif comme adverbe : Petro stude cum mente diligente, scribe in forma elegante, loque in modo claro, canta forte, curre veloce (« Pierre étudie diligemment, écrit élégamment, parle clairement, chante fort, court vite »). D'autres interlinguistes préfèrent former l'adverbe par adjonction du suffixe -modo (solo, « seul », donne alors solomodo, « seulement ») ou par mutation de la désinence de l'adjectif, -o devenant -um et -e devenant -i (solo donne solum, et veloce, « rapide », donne veloci).

### Conjonctions
Le latino possède de nombreuses conjonctions de coordination, dont aut (« ou »), ergo (« donc »), et (« et »), nec (« ni »), nam (« car ») et sed (« mais »). Elles peuvent être combinées pour apporter des nuances de sens : aut… aut… (« soit…, soit… »), vel… vel… (« … ou… »), et… et… (« à la fois… et… »), neque… nec… (« ni… ni… »). La subordination, quant à elle, s'exprime par que : ainsi a-t-on nos crede que pronuntiatione non debe constituere difficultate (« nous pensons que la prononciation ne doit pas constituer une difficulté »).

## Lexique
Le vocabulaire de l'interlingua de Peano a la particularité d'être intégralement dérivable du vocabulaire latin à l'aide de quelques règles simples.

### Règles de formation lexicale à partir du latin
La forme sans flexion des noms latins est formée en substituant à leur terminaison au génitif singulier une désinence variable selon leur déclinaison,, elle reprend généralement le thème de la déclinaison :
| Déclinaison latine | Terminaison du génitif | Terminaison en interlingua | Exemple                                              |
| ------------------ | ---------------------- | -------------------------- | ---------------------------------------------------- |
| Première           | -ae                    | -a                         | Latin rosa (« rose »), génitif rosae > IL rosa       |
| Deuxième           | -i                     | -o                         | Latin laurus (« laurier »), génitif lauri > IL lauro |
| Troisième          | -is                    | -e                         | Latin pax (« paix »), génitif pacis > IL pace        |
| Quatrième          | -us                    | -u                         | Latin casus (« cas »), génitif casus > IL casu       |
| Cinquième          | -ei                    | -e                         | Latin series (« série »), génitif seriei > IL serie  |

Des règles similaires s'appliquent pour les adjectifs, dont le génitif singulier neutre est transformé selon les mêmes principes que ci-dessus : niger, gra, grum (« noir »), dont le génitif neutre est nigri, donne nigro, tandis que brevis, i, e (« bref »), de génitif neutre brevis, donne breve.
Certains noms dépourvus de suffixe flexionnel peuvent toutefois être directement empruntés au nominatif latin, ce qui peut former des doublets comme nomen/nomine (« nom »), homo/homine (« être humain »), sol/sole (« soleil ») ou jus/jure (« droit »).
Par ailleurs, un usage minoritaire consiste à former les noms à partir de l'ablatif singulier de leur équivalent latin, sans modification. Le résultat est généralement identique à celui obtenu par les règles ci-dessus, excepté pour certains noms de la troisième déclinaison (et certains adjectifs se déclinant sur ce modèle), qui se terminent alors par -i au lieu de -e : mare (« mer ») devient ainsi mari.
Le radical du verbe, qui correspond aussi en latino sine flexione à sa forme présente, est quant à lui formé en prenant le présent de l'impératif latin correspondant. Celui-ci est généralement formé en retirant à l'infinitif latin la terminaison -re, à quelques exceptions près (cf. « Grammaire – verbes »). Les verbes irréguliers ou déponents en latin voient leur infinitif régularisé avant cette transformation : nasci (« naître ») devient ainsi nascere ; esse (« être »), essere ; fieri (« devenir »), fiere ; oriri (« se lever, apparaître »), orire — leurs radicaux au présent sont respectivement nasce, es, fi et ori.
Enfin, les mots invariables en latin sont empruntés sans modification.

### Sources du vocabulaire

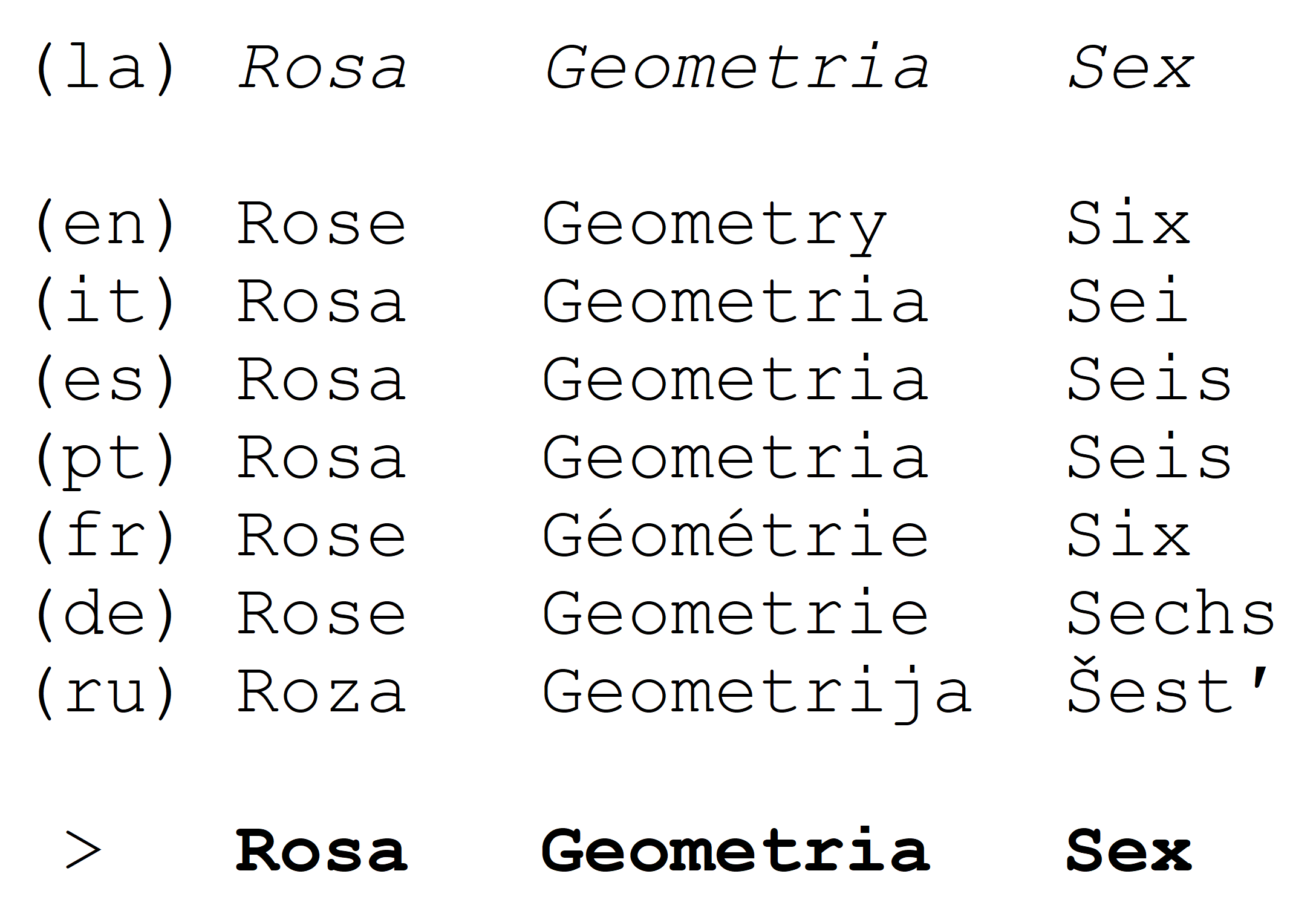
Formation des mots internationaux « rose », « géométrie » et « six », présents en latin et dans les sept langues de référence définies par Peano.

Bien que l'ensemble du vocabulaire latin puisse théoriquement être converti en latino sine flexione, seule une partie est conservée suivant des critères d'internationalité et de compréhensibilité. Ainsi, les termes inclus dans la langue de Peano doivent préférentiellement être communs à l'anglais, à l'allemand, à l'espagnol, au français, à l'italien, au portugais et au russe, que ce soit sous forme de dérivés directs, de mots de la même famille ou d'apparentés étymologiques indo-européens. Peano donne plusieurs exemples de ces différents cas de figure : ainsi, les mots latins geometria et rosa ont des descendants directs dans chacune de ces sept langues, d'où leur inclusion dans le vocabulaire du latino. Le mot sex (« six ») se retrouve quant à lui dans ces différentes langues soit sous forme de dérivés, soit sous forme d'apparentés étymologiques indo-européens ; de même pour sole (« soleil »), si l'on prend en compte les mots de la même famille,. Entre deux synonymes latins (qui peuvent être issus du latin classique, mais aussi du latin populaire, comme caballus, « cheval »), est retenu celui qui se retrouve dans le plus de langues ; par ailleurs, le vocabulaire international moderne, souvent gréco-latin, n'existant pas en latin classique (logarithmo, oxygenio, telegrapho…) est également retenu.
Cette règle permet de dégager, selon Peano, environ 1 700 termes dits « internationaux » : la plupart sont d'origine gréco-latine (733 viennent du latin, 713 du grec, et 65 sont des hybrides gréco-latins), mais 54 viennent du français, 43 de l'italien, 35 de l'arabe, 15 de l'anglais, 7 de l'espagnol, 6 de langues amérindiennes, et 44 d'autres sources,. Ces mots forment le vocabulaire minimal commun aux sept langues de référence de Peano. Toutefois, si l'on y ajoute les termes communs à six d'entre elles, le russe étant exclus, le lexique latino est fortement accru ; si l'on retire également l'allemand, les éléments présents dans les cinq langues restantes forment à peu près 70 % du vocabulaire anglais, et sont à peu près suffisants pour tous usages, d'où la règle édictée par Peano : tous les mots « anglo-latins » (c'est-à-dire les mots latins ayant des dérivés en anglais) sont internationaux. Dans son Vocabulario Interlingua-italiano-inglese e italiano-interlingua de 1921, le trésorier de l'Academia Gaetano Canesi dénombre 10 000 mots pouvant entrer dans cette catégorie, ce qui, selon les interlinguistes, suffit à exprimer n'importe quelle idée.

## Exemples

### Vocabulaire
| Mot    | Traduction | Prononciation à l'antique | Prononciation à l'italienne |
| ------ | ---------- | ------------------------- | --------------------------- |
| terre  | terra      | [ˈter.ra]                 | [ˈter.ra]                   |
| ciel   | cælo, celo | [ˈkae̯.lo]                 | [ˈt͡ʃe.lo], [ˈt͡se.lo]        |
| eau    | aqua       | [ˈa.kʷa]                  | [ˈa.kʷa]                    |
| feu    | foco       | [ˈfo.ko]                  | [ˈfo.ko]                    |
| homme  | mas        | [mas]                     | [mas]                       |
| femme  | femina     | [ˈfe.mi.na]               | [ˈfe.mi.na]                 |
| manger | edere      | [ˈe.de.re]                | [ˈe.de.re]                  |
| boire  | bibere     | [biˈbe.re]                | [biˈbe.re]                  |
| grand  | magno      | [ˈmaɡ.no]                 | [ˈmaɲ.ɲo]                   |
| petit  | parvo      | [ˈpar.wo]                 | [ˈpar.vo]                   |
| nuit   | nocte      | [ˈnok.te]                 | [ˈnok.te]                   |
| jour   | die        | [ˈdi.e]                   | [ˈdi.e]                     |

### Exemples de textes

#### Extrait de l'ouvrageInterlingua, 1923
« Necessitate de lingua auxiliare, pro relationes internationale de scientia, de commercio, etc., es evidente. Omne lingua nationale contine multitudine de complicationes inutile, que exige plure anno de studio. Descartes, Leibniz et plure alio philosopho, stude problema de lingua rationale, plus simplice et logico quam linguas naturale. In illo tempore, latino es de usu internationale. In ultimo seculo, usu de linguas nationale in loco de latino, et incremento de relationes internationale, redde problema de interlingua plus urgente, et objecto de studio numeroso. »
« La nécessité d'une langue auxiliaire pour les relations internationales dans le domaine des sciences, du commerce, etc., est évidente. Toute langue nationale présente une multitude de complications inutiles, dont la maîtrise nécessite plusieurs années d'études. Descartes, Leibnitz et plusieurs autres philosophes ont étudié la question d'une langue rationnelle, plus simple et logique que les langues naturelles. En ce temps-là, le latin était d'usage international ; mais durant le siècle écoulé, l'usage des langues nationales à la place du latin, et le renforcement des relations internationales, a rendu le problème de la langue internationale plus urgent, et nombreux sont ceux à l'avoir étudié. »

#### Texte duNotre Père
| Latino sine flexione | Français | Latin |
| --- | --- | --- |
| Patre nostro, qui es in celos, Que tuo nomine fi sanctificato ; Que tuo regno adveni ; Que tuo voluntate es facto Sicut in celo et in terra. Da hodie ad nos nostro pane quotidiano, Et remitte ad nos nostro debitos, Sicut et nos remitte ad nostro debitores, Et non induce nos in tentatione, Sed libera nos ab malo. Amen. | Notre père qui es aux Cieux Que ton nom soit sanctifié ; Que ton règne vienne ; Que ta volonté soit faite Sur la terre comme au ciel. Donne-nous aujourd'hui notre pain de ce jour ; Pardonne-nous nos offenses, Comme nous pardonnons aussi à ceux qui nous ont offensés ; Et ne nous laisse pas entrer en tentation, Mais délivre-nous du mal. Amen. | Pater noster qui es in cælis, Sanctificetur nomen tuum ; Adveniat regnum tuum ; Fiat voluntas tua Sicut in cælo et in terra. Panem nostrum quotidianum da nobis hodie, Et dimitte nobis debita nostra, Sicut et nos dimittimus debitoribus nostris ; Et ne nos inducas in tentationem, Sed libera nos ab malo. Amen. |

## Analyse

### Classification et liens avec d'autres langues

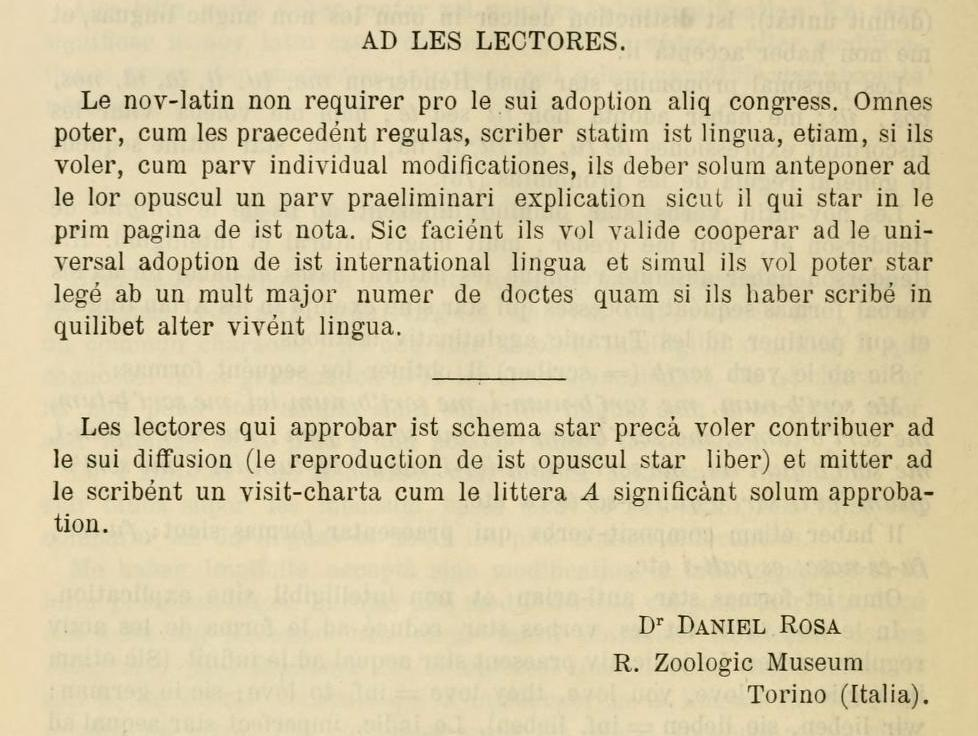
Exemple de nov latin, un précurseur du latino mis au point en 1890 par Daniele Rosa.

Parmi les différents sous-groupes de langues construites, le latino sine flexione peut être classé parmi les langues a posteriori, c'est-à-dire, selon la définition de Couturat et Leau, les systèmes « qui, prenant pour modèle les langues naturelles (particulièrement les langues européennes), s'efforcent de les imiter et leur empruntent presque tous leurs éléments », par opposition aux langues a priori « qui, pour des raisons diverses, ne tiennent aucun compte des langues naturelles, et qui sont des langues originales, construites de toutes pièces ». Parmi les systèmes a priori, on compte un certain nombre de langues philosophiques anciennes ; parmi les projets a posteriori, on trouve par exemple l'espéranto de Louis-Lazare Zamenhof ou l'idiom neutral de Waldemar Rosenberger, et, donc, le latino sine flexione de Peano, car il s'appuie sur une langue déjà existante, à savoir le latin. Ce fondement latin le rapproche de la lingua (1888) et du latinesce (1901) de George J. Henderson, ainsi que du nov latin (1890) de Daniele Rosa, d'ailleurs inspiré des travaux de Henderson ; mais, par le principe d'internationalité lexicale qu'il adopte, il est également à rapprocher de l'espéranto, du neutral ou du panroman, dont les créateurs cherchent également à construire un vocabulaire commun à un maximum de langues. Néanmoins, contrairement à ces derniers projets, qui peuvent être définis selon Albert Léon Guérard comme des « compromis pan-européens », l'interlingua de Peano s'apparente plutôt à un « anglo-latin étymologique », en ce que Peano ne cherche pas à harmoniser les formes diverses existant aujourd'hui dans les différentes langues européennes, mais plutôt à remonter à leur origine commune, leur étymologie.

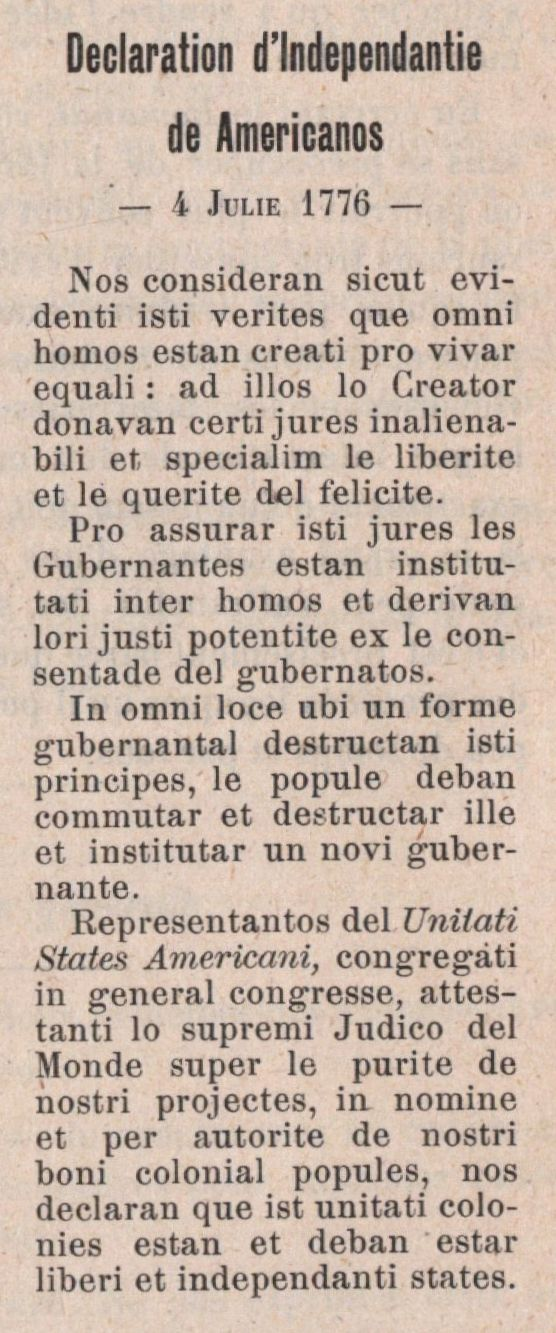
Exemple de romanal, dérivation du latino inventée en 1912 par Alfred Michaux.

À son tour, le latino sine flexione a donné naissance à un certain nombre de dérivés. Ainsi, le romanal d'Alfred Michaux (1912) combine le vocabulaire anglo-latin de Peano avec les principes espérantistes de régularité des terminaisons des mots selon leur classe grammaticale et de dérivation lexicale régulière au moyen d'affixes,, tandis que le semilatin de Wilfried Möser, le perfekt d'A. Hartl, l'omnez (1912) et le domni (1913) de Sidni Bond, l'interpreso de V. Hély, le simplo de M. Ferranti et l'extralingua d'A. Miller sont également inspirés des préceptes de Peano, de même que l'idiome fédéral (1923) de Jean Barral, le monario (1925) et la mondi lingua (1955) d'Aldo Lavagnini, le néolatino (1947) d'André Schild ou encore l'inter-sistemal (1947) de Pavel Mitrović. La langue de Peano compte ainsi, selon le chercheur Sylvain Auroux, « plus de descendants que le latin lui-même », même si ceux-ci n'ont guère eu de succès, contrairement au latino sine flexione, parlé pendant près d'un demi-siècle et qui constitue à ce jour le projet le plus avancé de simplification du latin. Un lien particulier unit également le latino et l'interlingua de l'IALA, puisque les deux langues ont pu porter le même nom : toutefois, cette similitude n'est pas due à une relation directe entre les deux systèmes, mais au fait que le mot interlingua soit originellement un nom commun (forgé par Peano) désignant n'importe quelle langue internationale, avant de se spécialiser à la langue de Peano, puis à celle de l'IALA. Dans les faits, le mode de construction des deux idiomes est très différent, puisque l'interlingua de Peano résulte d'une démarche schématique (dérivation systématique à partir du latin et grammaire régulière) tandis que celle de l'IALA, plus naturaliste, est fondée grammaticalement comme lexicalement sur les langues romanes actuelles, ce qui donne toutefois un vocabulaire relativement proche.

### Avantages et critiques

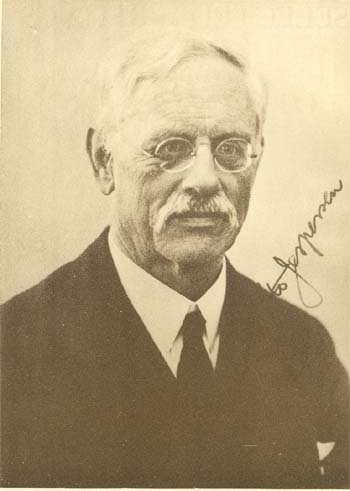
Otto Jespersen, créateur du novial et critique du latino sine flexione.

Bien que le latino sine flexione ait connu en son temps un certain succès, notamment parmi la communauté scientifique, il a également fait l'objet de nombreuses critiques. L'une d'elles porte sur la prétendue facilité d'apprentissage de la langue de Peano par quiconque connaît un peu de latin, ce que les interlinguistes estiment être le cas de la plupart des intellectuels et des scientifiques. Selon Jespersen, un temps membre de l'Academia pro Interlingua avant de lancer son propre projet (le novial), cette facilité « est largement illusoire : pour ma part, bien que j'aie lu une grande quantité de latin au cours de ma vie, j'ai rencontré des phrases dont je n'ai pas pu saisir le sens, sauf en les traduisant dans la langue maternelle de leur auteur, l'italien ou le français ; et d'autres que je n'ai pas réussi à comprendre même avec ce procédé ».
Il souligne d'autre part que, si les latinistes peuvent à la rigueur comprendre la majeure partie des textes en latino, ce n'est pas le cas de « l'immense majorité qui n'a pas bénéficié d'une éducation classique », qui ne peut par ailleurs même pas, contrairement au souhait de Peano, se référer à un dictionnaire latin pour comprendre les mots sur lesquels elle bute, puisque ces dictionnaires indexent les noms en fonction de leur nominatif, et non de leur ablatif (forme prise pour référence par Peano), ces deux formes étant différentes dans de nombreux cas (par exemple pour mos, « mœurs », dont l'ablatif est more). Et cette inaccessibilité aux non-latinistes n'est pas un problème mineur, selon l'occidentaliste Carl Wilhelm von Sydow, puisque « la connaissance du latin est si peu répandue de nos jours qu'il est incompréhensible à l'homme de la rue, et même une grande partie des scientifiques ne le maîtrise que peu ou pas du tout ». Věra Barandovská-Frank rappelle toutefois qu'initialement, la langue de Peano n'était pas prévue pour la communication internationale entre tous les êtres humains, mais pour offrir un outil de travail efficace aux cercles cultivés, aspect souvent oublié par les critiques qui formulent ces reproches. Par ailleurs, selon Sylvia Pankhurst, les racines latines communes aux langues européennes font qu'il n'est pas nécessairement besoin de connaître le latin pour comprendre l'essentiel des textes en latino : par exemple, bien que le mot « mur » se dise en anglais wall, il suffit qu'un anglophone connaisse le français mur, l'italien muro, l'allemand Maur, ou bien songe aux dérivés anglais mural et to immure (« emmurer »), pour comprendre le sens du latino muro.

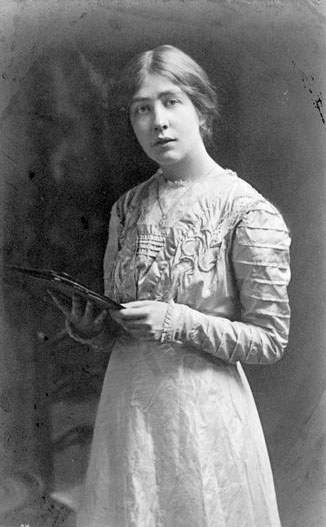
Sylvia Pankhurst, femme politique britannique et partisane du latino.

Une autre caractéristique souvent décriée de l'interlingua de Peano est sa grammaire minimaliste. Pour lui, comme l'explique Jespersen, « la meilleure grammaire, c'est l'absence de grammaire, ou, ce qui revient selon lui au même, la grammaire chinoise ; mais aucune langue ne peut se passer totalement de grammaire »,. De fait, selon Albert Léon Guérard, « on a pu dire que le professeur Peano avait poussé le principe d'économie grammaticale jusqu'à ses extrémités les plus avaricieuses ; d'aucuns ont également objecté que le latino, bien adapté aux mathématiques, serait trop simple pour traiter de thèmes plus élusifs ». Jespersen regrette ainsi un « style rigide » qu'il oppose à « la liberté et l'aisance d'expression que l'on rencontre dans d'autres langues internationales récentes ». Carl Wilhelm von Sydow critique également ce principe de grammaire minimale, qu'il estime « fondé sur une erreur absolue, à savoir l'idée selon laquelle toute flexion entraîne invariablement des difficultés » : selon lui, « l'utilisation d'une seule forme verbale est tolérable jusqu'à un certain point, tant que l'on peut en deviner le sens à partir du contexte, mais le résultat est une langue horriblement peu nuancée, et l'on doit souvent réfléchir longtemps avant d'en dégager le sens », ce qui lui donne un caractère « pesant et disgracieux ». Néanmoins, Albert Léon Guérard nuance ce point de vue en rappelant que Peano, loin de pousser sa logique de simplification à des extrémités qui nuiraient à l'expression, conserve des éléments de vocabulaire et de grammaire qui, quoique non indispensables, n'en sont pas moins utiles, ce qui donne selon lui « une langue d'une parfaite limpidité, aussi « fidèle et vraie » qu'un traité mathématique ».
Guérard émet en revanche deux réserves vis-à-vis du choix de Peano de fonder l'intégralité de son lexique sur le latin : en effet, même si cette démarche est encadrée par le principe d'internationalité maximale du vocabulaire (que le mathématicien italien est le premier à appliquer de manière scientifique et rigoureuse à un projet de langue internationale), le fait qu'en latin plusieurs affixes puissent être utilisés pour rendre la même idée, tandis qu'un même affixe peut avoir plusieurs sens, rend le système de dérivation lexicale du latino quelque peu chaotique. D'autre part, en raison du choix de Peano de prendre les noms latins à l'ablatif, ceux-ci présentent une grande variété de voyelles finales qui peuvent être déroutantes pour les locuteurs qui n'y sont pas habitués : « le mot accent est facile à retenir pour la grande majorité des Européens, mais la raison pour laquelle on devrait dire accentu au lieu d’accento ou accente restera obscure pour le non-initié ». Cependant, Guérard convient que ces finales vocaliques sont aussi l'un des atouts majeurs de la langue de Peano, lui conférant une consonance italienne et une naturalité qui rompt avec la monotonie de l'espéranto ou le sentiment d'amputation de l'idiom neutral. Par ailleurs, Pankhurst estime que la fin d'un mot n'est pas plus dure à retenir que n'importe laquelle de ses parties, et qu'il serait contre-productif d'accoler à des racines familières des suffixes arbitraires qui les rendraient méconnaissables et étranges.